# Stachovice (przystanek kolejowy)
Stachovice – przystanek kolejowy w Stachovicach, w kraju morawsko-śląskim, w Czechach. Znajduje się na wysokości 265 m n.p.m. i leży na linii kolejowej nr 277.